# Ornago
Ornago är en ort och kommun i provinsen Monza e Brianza i regionen Lombardiet i Italien. Kommunen hade 5 109 invånare (2018).